# Lipase linguale
La lipase linguale est une triacylglycérol lipase qui catalyse la réaction :
triglycéride + H2O  {\displaystyle \rightleftharpoons }  diglycéride + acide gras.
Il s'agit d'une enzyme salivaire intervenant dans la digestion des lipides. Comme les autres triacylglycérol lipases, elle utilise une triade catalytique formée de résidus d'aspartate, d'histidine et de sérine pour hydrolyser les triglycérides à longue chaîne en glycérides partiels et acides gras libres. Libérée dans la bouche avec la salive, elle catalyse la première réaction digestive des lipides absorbés, les diglycérides étant les principaux produits de réaction formés. Ses propriétés catalytiques particulières, caractérisées par un pH optimum de 4,5 à 5,5 (acide) et la capacité d'agir en l'absence de sels biliaires, la lipolyse se poursuit jusqu'à l'estomac.